# 가미마루 요이치
가미마루 요이치(일본어: 神丸 洋一, 1984년 6월 30일 ~ )는 일본의 전 축구 선수이다.

## 구단 경력
과거 에히메 FC에서 활동하였다.